# نقش ابن شفطبعل

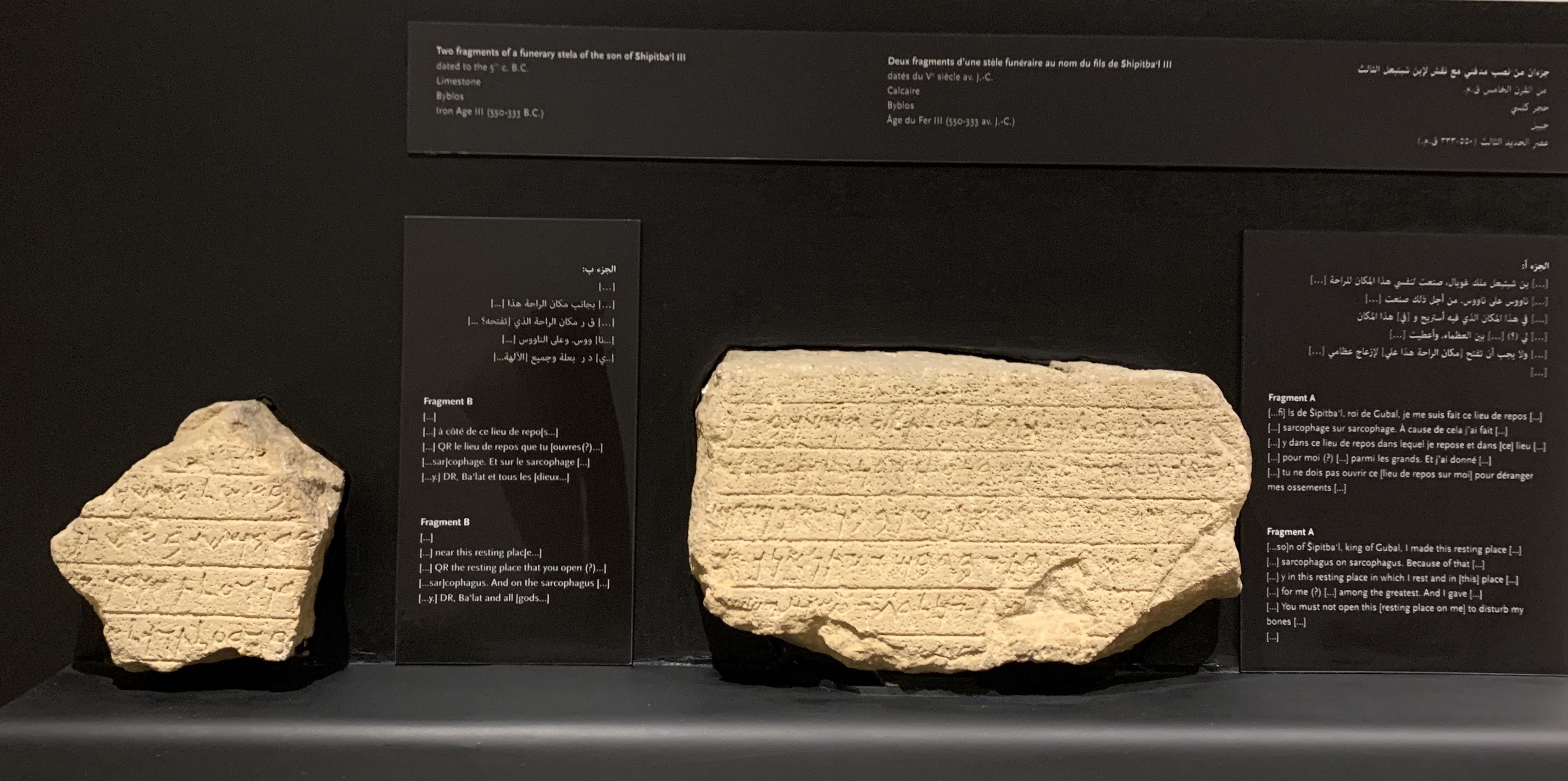
نقش ابن شفطبعل

نقش ابن شفطبعل هو نقش فينيقي (رمز: KAI 9) يعود تاريخه إلى نحو 500-475 قبل الميلاد.
نشره موريس دوناند في كتابه حفريات جبيل Fouilles de Byblos (المجلد الأول، 1926-1932، العدد 1143، اللوحة XXXIII). 
وهو موجود حاليا في متحف بيروت الوطني .

## نص النقش
النقش مكسور وبقي منه ثلاثة كسر. أكبر كسرة، وهي الكسرة A فيها ستة أسطر، يُقرأ:  
| سطر | نقحرة                                             | ترجمة                                                  |
| --- | ------------------------------------------------- | ------------------------------------------------------ |
| A1a | [انك --- (اسم مجهول) بـ]ـن شفطبعل ملك جبل         | [أنا --- ابـ]ـن شفطبعل ملك جبيل                        |
| A1b | فعلت لي همشكب زن [...                             | صنعت لي المرقد هذا [...                                |
| A2a | ...]بيتك بل تـ[ـقم لشت] ارن علت ارن               | ...]قبرك لا يجوز لك الاستمرار بوضع ناووس على ناووس     |
| A2b | عل كن فعلـ[ـت لي همشكب زن ...                     | لهذا السبب صنعـ[ـت لنفسي المرقد هذا ...                |
| A3a | ... وفعلت انك ارن زن لـ]ـي بمشكب زن اش انك شكب بن | وصنعت انا الناووس هذا لي بالمرقد هذا الذي ارقد به      |
| A3b | وبمقم [زن...                                      | وبالمقام [هذا...                                       |
| A4  | ... ]لي انـ[ـك ..]ـتي برمب ويتن انك ا[...         | ... ]لي انا[ ..]بين القادة واعطيت انا ا[...            |
| A5  | ... ال تفتـ]ـح عـ[ـلت مشكب] زن لرجز عصمي ا[مـ.... | ... لا تفتـ]ـح عـ[ـلى المرقد] هذا لتزعج عظامي ا[مـ.... |
| A6  | ... شمـ]ـش علـ[ـمـ....                            | شمـ]ـس الأبدي...                                       |

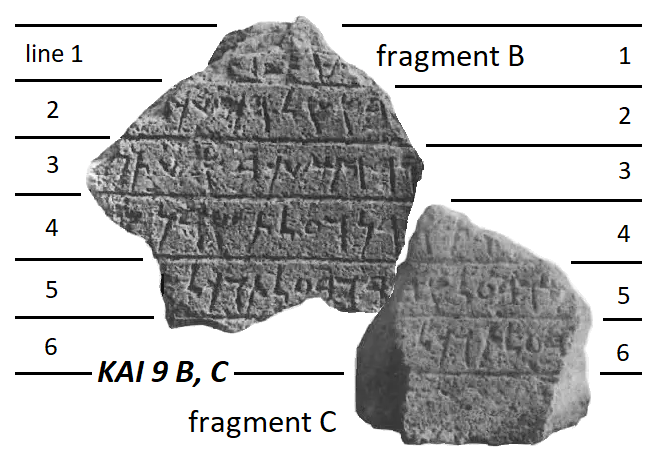
صورة مركبة للقطعتين B و C

وجرى ربط الكسرتين الأصغر حجمًا، B وC، معًا وتُعرف الآن باسم الكسرة B. وهي ينص على:
| سطر | نقحرة                                         | ترجمة                                            |
| --- | --------------------------------------------- | ------------------------------------------------ |
| B1  | ...] هـ[...                                   | ...                                              |
| B2  | ...ال تفعل لك مشكـ]ـب اصل همشكـ[ـب زن ...     | لا تصنع لك مرقدًا بجوار المرقد هذا                |
| B3  | ...]قر همشكب اش تفـ[تح...                     | ... المرقد الذي تفتح...                          |
| B4  | ... ال يشت ايـ]ـت ارنو علت ارن انـ[ـك ...     | ... لا يضع ناووسه على ناووسي...                  |
| B5  | ... بعلشمـ]ـم وبعل ادر وبعلت وكل ا[لن جبل ... | ... بعلشميـ]ـم وبعل أدر وبعلة وكل آ[لهة جبيل ... |
|     | ...]بعلت وكل [إلـ ...                         | ...]بعلة وكل [آلهة ...                           |

## هوامش
1. ↑  Dunand, Maurice (1939). Fouilles de Byblos: Tome 1er, 1926-1932 [The Byblos excavations, Tome 1, 1926–1932]. Bibliothèque archéologique et historique (بالفرنسية). Paris: Librarie Orientaliste Paul Geuthner. Vol. 24. Archived from the original on 2023-10-04. and Dunand, Maurice (1937). Fouilles de Byblos, Tome 1er, 1926–1932 (Atlas) [The Byblos excavations, Tome 1, 1926–1932 (Atlas)]. Bibliothèque archéologique et historique (بالفرنسية). Paris: Librarie Orientaliste Paul Geuthner. Vol. 24 – via https://gallica.bnf.fr. {{استشهاد بكتاب}}: روابط خارجية في |عبر= (help)
2. ↑  Donner، Herbert؛ Rölig، Wolfgang (2002). Kanaanäische und aramäische Inschriften (ط. 5). Wiesbaden: Harrassowitz. ص. I, 2.
3. ↑  Krahmalkov، Charles R. (2000). Phoenician-Punic Dictionary. Leuven: Peeters / Departement Oosterse Studies. ISBN:90-429-0770-3.
4. ↑  Possibly Urimilk II.
5. ↑  بعل إدر أو أديّر: بعل قدير، أو عظيم، أو جبار.